# Gossamer Albatross
 (février 2025).
Si vous disposez d'ouvrages ou d'articles de référence ou si vous connaissez des sites web de qualité traitant du thème abordé ici, merci de compléter l'article en donnant les références utiles à sa vérifiabilité et en les liant à la section « Notes et références ».
Pour les articles homonymes, voir Albatross (homonymie).

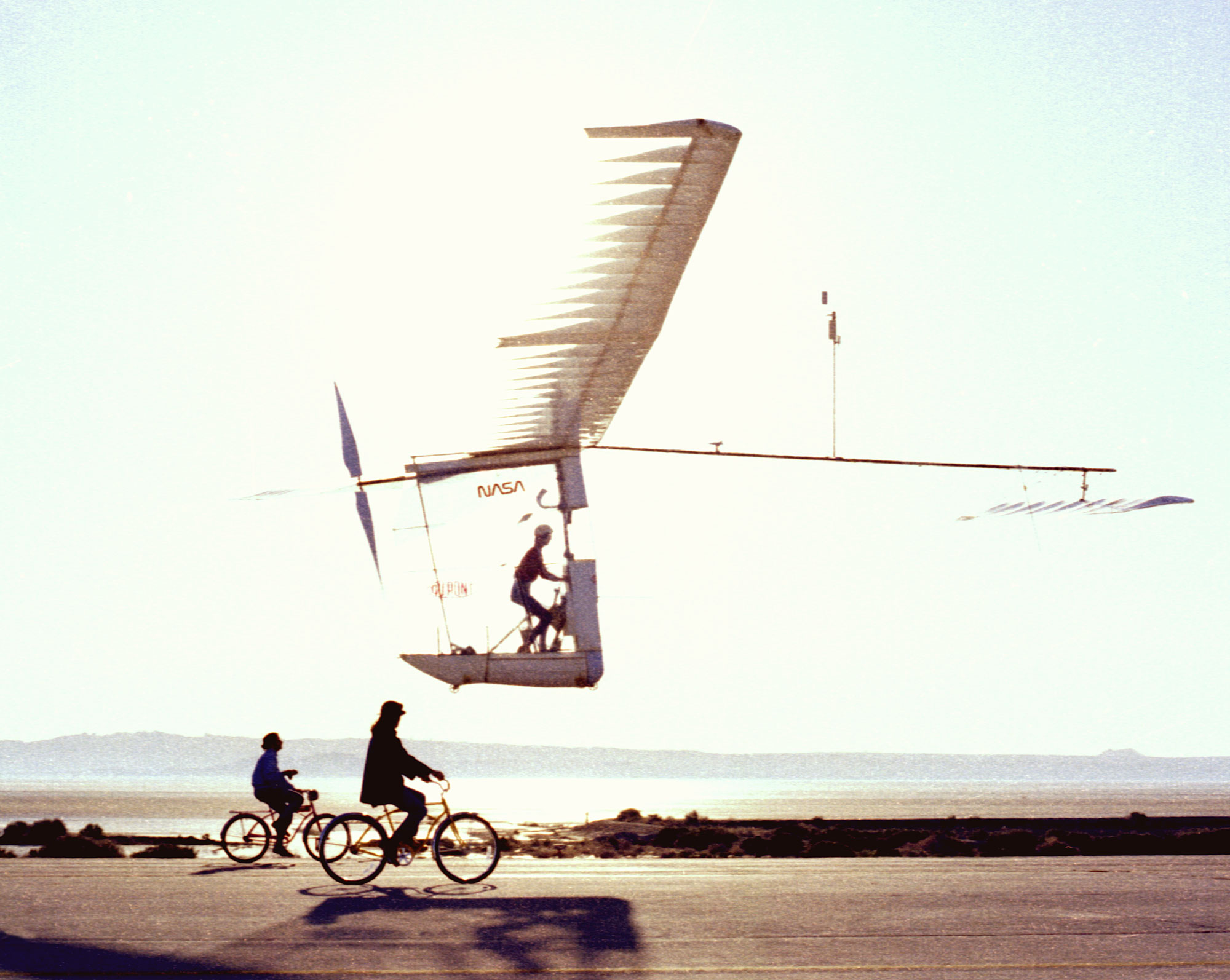
Le Gossamer Albatross.

Le Gossamer Albatross, conçu par la société AeroVironment, est, avec le Daedalus, le seul engin volant mû par la force musculaire ayant effectué un vol prolongé.
À son bord, Bryan Allen (en) franchit la Manche le 12 juin 1979 en 2 h 49 pour les 36 km, soit à une vitesse de 14 km/h.

## Historique
Conçu par Paul MacCready et Peter Lissaman, à la suite du Gossamer Condor qui avait emporté le premier prix Kremer deux ans auparavant en réalisant le premier circuit en « huit », le Gossamer Albatross permit à MacCready d'emporter le second prix Kremer, d'un montant de 100 000 £.
Il est désormais suspendu au Centre Steven F. Udvar-Hazy près de l'aéroport Dulles International de Washington, une annexe du National Air and Space Museum. Le jumeau de cet appareil (un Albatross de secours avait été construit) est, lui, suspendu au Museum of Flight de Seattle.
Jusqu'à présent, la seule autre réussite est celle du Daedalus (Dédale) conçu par le Massachusetts Institute of Technology qui parcourut 119 km depuis l'aéroport militaire d'Héraclion en Crète jusqu'à la plage de Períssa sur l'île de Santorin dans la mer Égée avec Kanéllos Kanellópoulos aux pédales (23 avril 1988). Le dernier projet en date, le RAVEN, encore plus ambitieux (160 km) fut abandonné fin 2001, faute de financement.
Ces engins sont très loin de pouvoir être utilisés couramment. En effet, leur fragilité, leur très faible charge alaire et leur vitesse réduite (25 km/h) limitent les vols à des conditions idéales réunies quelques jours par an, par exemple une vitesse de vent très faible et régulière. L'un comme l'autre ont, de plus, effectué leur record à une faible altitude (5 à 15 m), mais sans utiliser pleinement l'effet de sol (de la surface de la mer en l'occurrence), la proximité de la surface de l'eau amenant de légères turbulences augmentant légèrement le coefficient de traînée de la voilure (par perte de laminarité). Cet effet a été constaté en cours de vol par le pilote qui pensait avoir moins d'effort à fournir en volant plus bas, plus près de l'eau, alors que ce fut l'inverse.

## Caractéristiques
Cet engin pèse 31,75 kg pour une envergure de 29,3 m et une surface alaire de 77,6 m2 soit une charge de 1,2 kg/m2 avec le pilote de 55 kg (à comparer à 30 kg/m2 pour les planeurs et aux 600 à 700 kg/m2 des avions commerciaux en charge).
Sa longueur est de 10 m, sa hauteur de 5 m. L'hélice bipale d'un diamètre de 3,6 m tournait à environ 120 tr/min.
Sa structure est en tubes de fibres de carbone, entoilée d'une pellicule de Mylar (de 2,5 à 5 micromètres) et des bords d'attaque en mousse de polystyrène.